# Клингберг, Берта
Берта Клинберг (нем. Bertha Klingberg; 21 октября 1898, Гамбург — 7 ноября 2005, Шверин) — цветочница и почётная гражданка немецкого города Шверин, одна из так называемых «городских оригиналов».

## Биография
Берта Клинберг родилась в Гамбурге, но выросла у своих бабушки и дедушки в Бютцове, современная федеральная земля Мекленбург-Передняя Померания. Любовь к природе проявилась у неё с ранних лет. В возрасте 14 лет она начала изучать искусство составления букетов в Ростоке. После гибели мужа на фронте Первой мировой войны овдовевшая Берта Клингберг и её сын переехали в Шверин. После войны на протяжении десятков лет она зарабатывала себе на жизнь, продавая выращенные в собственном саду цветы на шверинском рынке. Берта Клингберг всегда была одета в традиционный ренский костюм, что способствовало получению ею в народе статуса «городского оригинала». Шверинцы ласково называли её «цветочная фрау». В 1990 году в возрасте 91 года она собрала в Шверине 17000 подписей за провозглашение её любимого города административным центром земли Мекленбург-Передняя Померания, что в итоге и произошло (конкурентом Шверина был Росток, ситуация была связана с воссоединением Германии, до которого Росток и Шверин находились в ГДР). За эту деятельность Берта Клингберг получила в 1993 году первое и пока единственное в истории почётное кольцо от города Шверина. В 2002 году городской совет присвоил ей звание почётной жительницы города. 7 ноября 2005 года Берта Клинберг скончалась в шверинском доме для престарелых в возрасте 107 лет.

## Награды и память
- Почётное кольцо от города Шверина (1993);
- Почётное гражданство от города Шверина (2002).

В 2009 году в рамках Федерального садового фестиваля, проходившего в тот год в Шверине, часть пространства у южного берега Замкового озера (Бургзее) напротив Шверинского замка была реконструирована и названа в честь Берты Клинберг. В её честь там установлена мемориальная доска. 2 июня 2010 года на краю этого участка установлена на добровольные пожертвования её бронзовая статуя работы скульптора Берндта Штрайтера. Фигура выполнена в полный рост, в натуральную величину, пьедесталом ей служит каменная скамья, окаймляющая набережную озера. Фигура выполнена в натуралистической манере и отличается подробностью деталей.

## Галерея
- Вид на озеро и замок из-за спины памятника.
- Вид на памятник под другим углом.